# Anette Pilmark
Anette Pilmark (født 6. juni 1946, død 20. februar 2004) var en dansk filminstruktør og producer. Hun lavede flere tv-programmer og film for børn om fattige lande. Set i bakspejlet er hun især kendt for tv-serien Nana, som hun instruerede. Manuskriptet var af ægtefællen Per Schultz.

## Eksterne referencer
- Anette Pilmark på Internet Movie Database (engelsk)
- Anette Pilmark på Filmdatabasen
- Anette Pilmark på danskefilm.dk
- Anette Pilmark på danskfilmogtv.dk
- Anette Pilmark på The Movie Database (engelsk)
- Anette Pilmark på danskefilmstemmer.dk